# 科搜研之女-劇場版-
《科搜研之女-劇場版-》（日语：／ The Woman Of Science Research Institute -The Movie-）是2021年9月3日由東映公司發行的日本電影作品，由兼﨑涼介執導。該電影改編自朝日電視台電視劇《科搜研之女》。

## 概要
2020年12月17日，於電視劇《科搜研之女》「Season 20」最終回，發布將製作此系列自1999年播放以來首部電影。

## 故事簡介
全世界多地，包括京都、倫敦、多倫多同時發生多起科學家從高處跳樓身亡事件，在京都出現的2宗案件都因為沒有犯罪證據而判斷為自殺，但因為受害者臨死前都說「救救我」，榊真理子（澤口靖子）連同京都府警科學搜査研究所的成員，與搜查一課的土門薫（內藤剛志）進行調查。它們從中發現未知的細菌，並沿著線索找出天才科學家加賀野亘（佐佐木藏之介）。
科搜研以及真理子面對的將是操縱著即使是使用現代最新科學也絕對解不開的陷阱軌跡的系列史上最強的敵人......

## 演員列表

### 京都府公安委員會警察本部
- 佐伯志信 - 西田健

本部長，警視監。 自警察廳借調至京都府警察本部。

#### 刑事部
- 藤倉甚一 - 金田明夫

部長，警視正。自警察廳借調至京都府警察本部。

##### 科學搜查研究所
- 日野和正 - 齊藤曉

所長兼文書研究員
- 榊真理子 - 澤口靖子

法醫研究員
- 宇佐見裕也 - 風間徹

化學研究員
- 橋口呂太 - 渡部秀

物理研究員
- 涌田亞美 - 山本光

影像數據分析研究員

##### 搜查第一課
- 土門薰 - 内藤剛志

刑警，警部補。
- 蒲原勇樹 - 石井一彰

刑警，巡查部長，土門的下屬。

#### 生活安全部

##### 網路犯罪対策課
- 吉崎泰乃 - 奥田恵梨華

前・科學搜查研究所所員

#### 警務部
- 木島修平 - 崎本大海

巡査部長。前・刑事部搜查第一課。涌田是大學學妹。

### 内閣府國家公安委員會警察廳

#### 刑事指導連絡室
- 倉橋拓也 - 渡邊一計

室長。 真理子的前夫。曾經借調至京都府擔任刑事部長。

#### 近畿管區警察局
- 芝美紀江 - 戶田菜穂

總務監察部主任監察官，警視曾經借調至京都府擔任管理官。

### 科学鑑定監察所
- 榊伊知郎 - 小野武彦

科學監察官。前・科學搜查研究所長。真理子的父親。

### 加拿大科學搜查中心
- 相馬涼 - 長田成哉

前・科學搜查研究所所員

### 警察相關其他人物
- 佐久間誠 - 田中健

警察協力受難者協會評議員，前・刑事部長。
- 宮前守 - 山崎一

SPring-8技術官，前・科學搜查研究所所長

### 洛北醫科大學

#### 法醫學教室
- 風丘早月 - 若村麻由美

教授、解剖法醫。

#### 病毒學研究室
- 石川禮子 - 片岡禮子

教授
- 相田勝之 - 佐渡山順久

副教授
- 柴崎勉 - 兒島雄一（マギー）

講師
- 秦美穗子 - 佐津川愛美

助教

### 京都醫科齒科大學

#### 法醫學研究室
- 佐澤真 - 野村宏伸

解剖法醫。曾經跟真理子告白。

#### 生体防御研究室
- 齋藤朗 - 増田廣司

副教授
- 石室達也 - 宮川一朗太

研究員
- 長野智彦 - 坂田雅信

研究員

### 帝政大學
- 加賀野亘 - 佐佐木藏之介

教授
- 木村柊一 - 中村靖日

助手
- 森奈奈枝 - 駒井蓮

碩士研究生
- 森友希枝 - 水島麻理奈

碩士研究生

### 其他人物
- 老紳士 - 伊東四朗 （特別出演）[3]
- 主播 -福山潤[3]
- 榊いずみ - 星由里子
- 宇佐見咲枝 - 宮田圭子
- 日野惠津子 - 宮地雅子
- 風丘亞矢 - 染野有來

## 製作人員
- 導演：兼﨑涼介
- 劇本：櫻井武晴
- 音樂：川井憲次
- 主題曲：遙海「声」（日本索尼音樂娛樂）
- 製作總指揮：早河洋
- 製作統括：龜山慶二、手塚治
- 製作：西新、村松秀信、與田尚志、池田篤郎、今村俊昭、多湖慎一、寺内達郎、森君夫
- 執行製片人：三輪祐見子、塚田英明
- 總製片人：関拓也
- 製作人：藤崎絵三、村上弓、中尾亜由子、森田大児、谷中寿成
- 攝影：朝倉義人（J.S.C.）
- 照明：山中秋男
- 錄音：近藤義兼
- 視覺效果：今西遺充
- 美術：松崎佳人
- 裝飾：極並浩史
- 編集：米田武朗（J.S.E.）
- 音效：荒木祥貴
- 紀錄：山本真央
- 衣裝：宿女正太、服部典子
- 化妝：ワシダトモキ
- 演技事務：須賀章
- VFX Producer：齋藤大輔
- シリーズ副導演：玉木雄介
- 副導演：宗野賢一
- 進行主任：谷敷裕也
- 製作擔當：田中康太
- 發行：東映
- 製作公司：東映京都撮影所
- 製作：「科捜研の女 -劇場版-」製作委員會（朝日電視台、東映、東映映畫、東寶藝能、朝日放送電視台、名古屋電視台、北海道電視台、九州朝日放送）

#### 主題曲
「声」
作詞：澪，作曲、編曲：松浦晃久，歌：遙海

## 外部連結
- 電影『科搜研之女-劇場版-』官方網站
- 電影『科搜研之女-劇場版-』的X（前Twitter）
- 東映電影介紹 （页面存档备份，存于）